# Geodia hirsuta
Geodia hirsuta är en svampdjursart som först beskrevs av William Johnson Sollas 1886.  Geodia hirsuta ingår i släktet Geodia och familjen Geodiidae. Inga underarter finns listade i Catalogue of Life.